# Eura
Eura – gmina w Finlandii, w regionie Satakunta. Liczy 12 577 mieszkańców i zajmuje powierzchnię  630,26 km² (z czego  51,3 km² to obszar wodny).

## Sąsiadujące gminy
- Eurajoki
- Harjavalta
- Kokemäki
- Köyliö
- Laitila
- Mynämäki
- Nakkila
- Panelia
- Pöytyä
- Rauma
- Säkylä